# Poma (företag)
Poma, även känt som Pomagalski S.A., är ett franskt företag som tillverkar kabeldrivna hiss- och liftsystem, till exempel gondolliftar och stolliftar. En av de främsta installationerna i Sverige är VM-Gondolen i Åre.